# The Adventures of Beatle
Pour plus de détails, voir Fiche technique et Distribution.
The Adventures of Beatle (Guns for Hire) est un film américain réalisé par Donna Robinson en 2015.

## Fiche technique
- Titre : The Adventures of Beatle / The Adventures of Beatle Boyin / Guns for Hire
- Réalisateur : Donna Robinson
- Scénario : Donna Robinson, Katherine Brooks
- Montage : Susan Demskey-Horiuchi, Michael Matzdorff
- Musique : Coby Brown
- Production : Michael K. DeVaney, Michele Hicks, Caroline O'Brien, Julie Wineberg
- Sociétés de production : Big Easy Pictures, Side Tracked Pictures
- Société de distribution :
- Pays d'origine :  États-Unis
- Langue originale : anglais
- Lieux de tournage : Los Angeles, Californie, États-Unis
- Format : couleur
- Genre : Comédie dramatique, thriller
- Durée : 83 minutes (1 h 23)
- Dates de sortie : 
  - États-Unis : 22 décembre 2015

## Distribution
- Michele Hicks : Beatle
- Ever Carradine : Athena
- Jeffrey Dean Morgan : Bruce
- Sarah Shahi : Carla
- Ben Mendelsohn : Kyle Sullivan
- Orlando Jones : docteur Vanderark
- Ivana Miličević : Friday Green
- Brooke Adams : la secrétaire
- Raffaello Degruttola : détective Holt
- Mickey Breitenstein : détective
- Tony Shalhoub : l'agent du Bureau des violations de stationnement
- Jamie Donnelly : la serveuse
- Cullen Douglas : le patient
- William Stanford Davis : l'employé du magasin de liqueur
- Jeff Enden : le vendeur